# Sunão
Sunão (em latim: Sunno) foi um nobre franco do século IV. Era um dos líderes tribais que invadiram o Império Romano em 388.

## Vida
Sunão é citado em 388, quando invadiu o Império Romano ao lado de Genobaldo e Marcomero. A principal fonte que cita-os é a História dos Francos de Gregório de Tours. Nela, citando a ausente História de Sulpício Alexandre, eles são descritos como duques (chefes militares). Segundo Sulpício, a principal fonte, os francos cruzaram a muralha que fazia a fronteira romana na região e invadiram os distritos férteis, matando muitas pessoas, arrasando o país e criando medo em Colônia. As notícias da invasão chegaram em Augusta dos Tréveros, a capital do usurpador Magno Máximo (r. 383–388), protegida por Nanieno e Quintino. Reuniram exército e dirigiram-se para Colônia, mas ao chegarem os francos já haviam cruzado o Reno e deixaram vários homens em solo romano para pilharem. Os francos foram atacados, e muitos pereceram. Quintino seguiu campanha e marchou além do Reno atrás deles, mas foi decisivamente derrotado e morto com os outros oficiais.
Em 392-393, os francos obtiveram mais butim na Germânia e Arbogasto disse a Valentiniano II (r. 375–392) que a punição aos francos devia ser exemplar, exceto se devolverem o saque obtido e entregassem seus líderes que instigaram a guerra. Poucos dias depois, Arbogasto reuniu-se com Marcomero e Sunão e solicitou habituais reféns, e então dirigiu-se a Augusta dos Tréveros para passar o inverno. Mais tarde, Claudiano, em seu panegírico sobre o consulado de Estilicão (400), menciona que Marcomero foi preso pelos romanos e exilado na Etrúria e Sunão tentou vingar-se por tal ato, mas foi morto por seus próprios homens. Guy Halsall considera que as ofensivas romanas contra Marcomero e Sunão foram uma das últimas tentativas de se restabelecer a autoridade imperial efetiva no norte da Gália; muitos foram os revezes dos romanos nas mãos dos invasores germânicos e as forças do Reno estavam enfraquecidas.
A principal fonte que cita Sunão e Marcomero é a História dos Francos de Gregório de Tours. Nela, citando a ausente História de Sulpício Alexandre, Gregório descreve-os como duques (líderes militares), mas igualmente chama-os régios (regales). O próprio Gregório faz um comentário sobre a passagem de Sulpício e alega não saber com precisão se eles eram reis ou se retinham o poder no lugar dos reis. O próprio Sulpício, noutra passagem citada por Gregório, chama Arbogasto, Marcomero e Sunão como sub-régios (subreguli). Segundo a Liber Historiae, Sunão era filho de Antenor de Troia. No relato, quando Sunão faleceu, Marcomero sugeriu aos francos que elegessem seu filho como "rei cabeludo" (em latim: rex crinitus) e isso foi feito.